# Klaus Zerta
Klaus Zerta   (Gelsenkirchen, 25 de novembre de 1946) és un remer alemany, ja retirat, que va competir durant la dècada de 1950.
El 1960 va prendre part en els Jocs Olímpics d'Estiu de Roma, on guanyà la medalla d'or en la prova del dos amb timoner del programa de rem. Formà equip amb Karl Renneberg i Bernhard Knubel. En guanyar aquesta medalla fou el campió olímpic alemany més jove de la història, amb tan sols 13 anys i 283 dies. Posteriorment fou entrenador de tennis.